# سیارک ۹۶۱۷
سیارک ۹۶۱۷ (به انگلیسی: 9617 Grahamchapman، نامگذاری:1993FA5) نه هزار و ششصد و هفدهمین سیارک کشف شده‌است که در ۱۷ مارس ۱۹۹۳ کشف شد.
قدر مطلق سیارک برابر ۱۴٫۱۰ است.